# Penny Phelps
Penny Phelps (Londres, Anglaterra, 24 d'abril de 1909), va ser una infermera anglesa que participà a la guerra civil espanyola com a membre de les Brigades Internacionals. Penny Phelps Feiwel, el seu nom complet, va morir un 6 de gener del 2011 a l'edat de 101 anys
Nascuda en el si d'una família de classe obrera de nou germans i germanes, va deixar l'escola cap als tretze anys. Va iniciar-se laboralment en fàbriques, confecció de vestits i serveis domèstics.
El 1927 i amb 18 anys començà a practicar com a infermera a l'Hospital Eastern Fever a Homerton. La seva formació com a infermera es va complementar treballant en diversos hospitals de Londres com ara el Charing Cross Hospital. El gener del 1937, ja amb 28 anys, es convertí en infermera al servei de les Brigades Internacionals durant el Guerra Civil espanyola. Després de la Batalla de Jarama, es va convertir en mèdica oficial del Batalló Garibaldi. Passat un temps al front, es va veure obligada a retornar a Anglaterra per infecció de febre tifoide. Tanmateix, el retorn a la seva terra natal li servi per establir contactes, recaptar i provenir de fons per al Comitè d'Ajuda Mèdica per a Espanya (Spanish Medical Aid Committee). Transcorregut un temps per recuperació completa de la malaltia que l'afectà, Phelps va decidir tornar a Espanya per servir en aquesta ocasió a la XV Brigada Internacional. A la primavera del 1938, Phelps va ser greument ferida, fet que va propiciar un nou retorn cap a la seva terra natal.
Entre altres qüestions, Phelps va tindre diverses relacions sentimentals amb homes vinculats a les mateixes Brigades Internacionals. El 1992, Phelps va publicar les seves pròpies memòries, titulades English Penny, sota el pseudònim de Penny Fyvel.